# Алекс Силва
Алекс Сандро да Силва (на испански: Alex Sandro da Silva), по-известен като Алекс Силва, е бразилски футболист, роден на 10 март 1985 в Ампаро, щата Сао Пауло. Той е по-малък брат на защитника на националния отбор Луизао.
Въпреки младостта си, Алекс Силва има редица успехи на клубно и национално ниво – двукратен шампион на Бразилия, шампион на щата Баия, бронзов медалист от Олимпиадата в Пекин, носител на Копа Америка.
Алекс Силва отрича разпространената в медиите информация, че през 2005 г. е играл под наем във френския Рен, заявявайки, че тогава само е придружил негов приятел във Франция.

## Успехи
- 1х носител на Копа Америка: 2007
- 1х олимпийски бронзов медал: Пекин 2008

- 2х шампион на Бразилия: 2006, 2007 (със Сао Пауло)
- 2х шампион на щата Баия: 2003, 2004 (с Витория)